# Бенгтсфорш
Бенгтсфорш (на шведски: Bengtsfors) е град в югозападната част на Швеция, лен Вестра Йоталанд. Главен административен център на едноименната община Бенгтсфорш. Намира се на около 320 km на югозапад от столицата Стокхолм и на около 150 km на североизток от центъра на лена Гьотеборг. Има жп гара. Населението на града е 3102 души (31 декември 2023).